# Política Organizacional

## Política Organizacional
A Política Organizacional é um conjunto de Normas, conceitos e ideias que a empresa utiliza para conseguir um maior desenvolvimento de mercado e atingir seus objetivos. São orientações formais que simplificam e são usadas como base para tomada de decisão em qualquer nível hierárquico na organização

## Politica: O poder em ação
A partir do momento em que as pessoas vivem em sociedades, grupos de pessoas, o poder de uma sobre as outras é colocado em prática, com foco de sobressair-se e/ou destacar-se das demais, recebendo fama e reconhecimento por suas características. Nas empresas quando indivíduos colocam em prática, o uso do seu poder, estão na realidade colocando em prática a política. Aqueles que têm aptidão para política, de forma eficaz, utilizam o seu poder sobre os outros.

## Definição de política Organizacional
Para manipular e/ou influenciar nos processos decisórios, ou até mesmo próprios interesses, os indivíduos utilizam o seu poder nas organizações; e por manipula-la (a organização) não são prejudicados na mesma. Dessa forma, o comportamento organizacional, pode ser definido como atitudes e/ou atividades desenvolvidas por um indivíduo, dentro de uma organização, que influenciam ou não as desvantagens e vantagens distribuídas na mesma.

## Comportamento Politico Legitimo e Ilegítimo
O comportamento político legítimo ocorre de maneira natural às atitudes tomadas de forma rotineira em uma organização. Não visando o bem pessoal, o indivíduo realiza atos naturais como burlar a cadeia de comando; fazer críticas – de carácter afetivo - dos demais indivíduos da organização; além de críticas relacionadas ao ambiente de trabalho; criação de QI’s (sigla utilizada para referenciar as “amizades corporativas”).
O comportamento político ilegítimo, por sua vez, são indivíduos que infringem atos e/ou atitudes naturais da organização, com intuito de terem suas próprias ambições atendidas por meios desses atos e/ou atitudes. Por exemplo, denegrir a imagem de outro indivíduo e/ou rebaixa-lo da mesma organização; criar planos ou métodos que exponham falhas de demais; protestos e rebeliões (bom como motins no ramo militar); tudo aquilo que vai contra as normas da organização (utilização de outra vestimenta, senão do uniforme determinado no regulamento interno da organização).

## A Realidade da política
A política, atualmente, é uma necessidade das organizações. Uma vez que, a mesma é constituída por um grupo, muitas vezes seleto, porém com pessoas diferentes ente si. E tais diferenças que uma vez compõe o quadro de qualidade da organização são as mesmas que podem surgir atritos dentre esses mesmo mesmos indivíduos. Dessa maneira, a política existe para intermediar as diferenças entes os indivíduos de uma mesma empresa. Utilizada muitas vezes a favor da própria organização, a política, estabelece padrões de remuneração; espaços físicos (mesas exclusivas ou não, salas exclusivas ou não, ente outros aspectos); responsabilidades; jurisdição. Porém, mesmo com tantas medidas protetivas (à própria organização) existe uma disputa ente os membros de uma organização, muita das vezes por conta de recompensas, em seu carácter salarial. Porém, os membros não veem com bons olhos outros membros sendo mis bem remunerados a não ser eles mesmos, tendendo sempre para o lado das vantagens e/ou desvantagens, ou o famoso “puxa-saco”, quando muita das vezes é pelo quesito da meritocracia, muito utilizado na maioria das organizações. Num momento de tomada de decisão, naturalmente, os indivíduos passam a exercer atividades voltadas ao comportamento político ilegítimo e fazem suas políticas – não é a toa que a classe de políticos é também chamada de administradores dos distritos ao quais governam - ente si.  Visando, não primariamente o bem organizacional na totalidade, mas sim seus próprios objetivos e metas a serem alcançados na organização. Dessa maneira, sem política nas organizações seriam vividas verdadeiras anarquias corporativas. 
Neste artigo observa-se que para evitar conflitos de interesse interno. Berle e Means (1932), visando descrever a ocorrência de um fenômeno novo no capitalismo que e a separação entra a propriedade acionária e o controle societário. Eles afirmam que a separação pode trazer forte potencial de conflitos. Conceituado como um "problema de agência", ou seja, um problema de diferenças entre os interesses do representado e a conduta dos representantes, e para se evitar esse conflito são criadas regras internas que, mecanismos de monitoramento e dispositivos que constituem a governança corporativa, para se evitar que os administradores tomem decisões auto interessadas e ruins para o propósito do investidor. E para cumprir esses parâmetros, é necessário, garantir a prestação de contas das decisões societárias, o firme tô a participação dos acionistas nos temas corporativo e a responsabilização dos administradores por decisões prejudiciais aos demais acionistas ou à companhia. 

## Politica na Organização
As políticas nas organizações tende a ser algo que pode beneficiar ou prejudicar no desempenho de um determinado funcionário. Considerando determinadas normas podem afetar mais uma pessoa que a outra. A política é vista como algo que é difícil de se entender as decisões internas, algumas pessoas possuem facilidade para  esse tipo de análise e acaba conseguindo um maior desenvolvimento e resultados, mas quando a mesma não consegue compreender a política, ela acaba ficando defensiva e com um menor entendimento de suas funções e metas mensais. Podemos utilizar exemplos de outros países que foram estudados para ficar claro como a política organizacional poderia afetar em seus trabalhos, por exemplo, o Israel e a Europa possuem um perfil de trabalhador parecido com os americanos, sendo relacionada com a insatisfação e a alta rotatividade.
Em um artigo (Revista de Administração Contemporânea 6 (2), 99-121,2002) observamos táticas de desenvolvimento utilizadas pelo Programa de Saúde Mental de Belo Horizonte, que rompeu suas relações sociais baseadas em preconceitos, estigmatizarão e exclusão e o orçamento participativo de Porto Alegre rompeu com padrões de definição no gasto público baseados no clientelismo e patrimonialismo. Neste caso se consideraram duas formações, a burocrática-tradicional e a político-organizacional. E os resultados foram que em Belo Horizonte encontrasse muitas inovações para a administração pública mas em Porto Alegre a tendência não é a mesma por conta das diferenças históricas e políticas na origem do projeto, pode ter afetado o desempenho.

## Administração da Impressão
Muitas pessoas se incomodam com a forma como o mundo os observa, criando assim diversas formas de conseguir alcançar a beleza desejada. Isso também ocorre dentro de uma empresa onde um funcionário busca de toda maneira ser vista de forma positiva e fazer o mesmo ter um maior crescimento na empresa. Uma técnica muito usada é o automonitoramento, sendo o controle de emoções e ações dentro de uma empresa, uma pessoa que não utiliza o automonitoramento acaba apresentando sua personalidade que pode beneficiar ou prejudicar em seu crescimento profissional, uma pessoa que tem esse controle, possui facilidades para compreender situações e agir de forma lógica e de uma forma que não seja afetado.
Através de estudos de artigos nacionais, foi realizado um estudo descrevendo os procedimentos utilizados para o uso do autocontrole sobre o comportamento e metacognição. Os temas principais base de dados foram  SciELO, Vales, BVS-Psi e PePSIC. Dentre os encontrados foram selecionados 5 que estavam alinhado com a ideia de pesquisa e a faixa etária selecionada (jovens na faculdade), o resultado foi que quatro deles estavam voltado para pesquisa de textos genéricos e o último buscou investigar processos de interpretação de texto matemáticos. Com este resultado, sentiu se a necessidade de desenvolver metacognição no processo educativo.

## A Ética no Comportamento Politico
A ética no comportamento organizacional tem um difícil papel nas empresas. Pois, tomar decisões e ações certas muitas vezes é difícil e de pouca compreensão, e para evitar um maior efeito negativo, as organizações adotaram um sistema de árvore que aborda os principais campos da ética que são utilitarismos, justiça e equidade. 
Em utilitarismo se observa o quanto o funcionário está alinhado com os objetivos da empresa, mas, por exemplo, um funcionário jamais pode violar políticas em prol do seu desenvolvimento. O segundo se trata do respeito dos funcionários entre eles, sem a necessidade de se criar intrigas e tentar pressionar seu parceiro de serviço. E o último se trata do quanto a empresa estão alinhadas com as normas e leis que abrangem sua atividade.
Observa-se que neste artigo (Revista Brasileira de enfermagem 66 (2), 282-286,2013) foi desenvolvido estratégias pedagógicas para maior desenvolvimento desta profissão na sociedade. A competência profissional tem duas dimensões-técnicas e política, mediada pela ética. A ideia é desenvolver novas práticas que possam beneficiar a sociedade. Destaca-se alguns materiais educacionais como portfólio, diário de campo e narrativas escritas que ajudam a produzir ideias claras e objetivas da experiência e atribui sentido ao que foi realizado.

## Teoria, na prática
O Bradesco utiliza de normas e conceitos que costumam ser padronizados e com alto controle dos superiores de cada departamento, buscam acompanhar e opinar em tomadas de decisão que não se alinham com os ideais da empresa. Logo se percebe que as pessoas que se alinham com os ideais da empresam costumam ter um alto desenvolvimento e crescimento de carreira e muitas vezes as outras pessoas acabam sendo demitidas por não cumprir com as ordens que foram estabelecidas. 